# Haemagogus argyromeris
Haemagogus argyromeris is een muggensoort uit de familie van de steekmuggen (Culicidae). De wetenschappelijke naam van de soort is voor het eerst geldig gepubliceerd in 1921 door Dyar & Ludlow.